# Directive sur le bombardement de zone du 14 février 1942
La Directive sur le bombardement de zone du 14 février 1942 a été émise par le ministère de l'Air du gouvernement britannique à l'attention de la Royal Air Force : elle ordonnait aux bombardiers de la RAF de s'attaquer à l'industrie allemande et de miner le moral du peuple allemand en bombardant les villes avec leurs habitants.

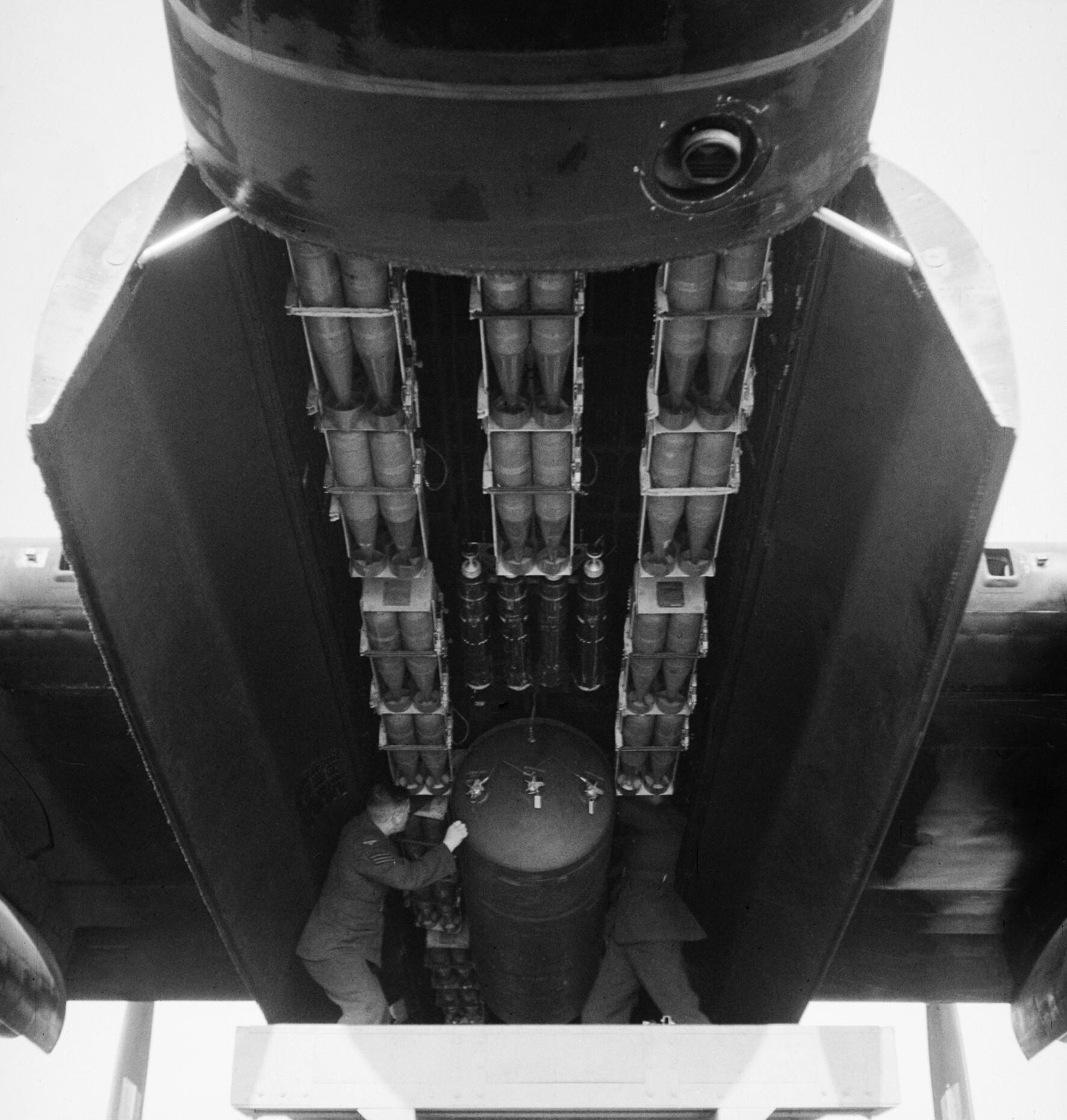
La soute d'un Avro Lancaster montrant le chargement usuel pour un bombardement incendiaire : la plus grosse, l'explosive, « Cookie » (1814 kg) et les petites incendiaires (14 kg), avant un raid sur Brême, en septembre 1942.

## Origines
La directive générale No 5 (S.46368/111. D.C.A.S) est émise le 14 février 1942,, comme un amendement à la directive générale No 4 (S.46368 D.C.A.S), produite par le même ministère de l'air britannique le 5 février 1942 : dans celle-ci le Royal Air Force Bomber Command était informé comme d'une priorité de bombarder les usines en France occupée ; le 14 février, la directive rend prioritaires les objectifs en Allemagne.

### Les objectifs prioritaires
La directive du 14 février (S.46368/111. D.C.A.S) donne une liste des zones industrielles les plus importantes à moins de 560 km de RAF Mildenhall, ce qui correspondait à la portée maximale du système de radionavigation GEE (appelé T.R. 1335). Est explicitement mentionnée la Ruhr, et Essen (en), au centre de la conurbation est désignée comme le premier objectif, ce qui sera réalisé dans la nuit du 8 au 9 mars. Même les opérations combinées, tels les bombardements périodiques d'installation d'importance stratégique comme les unités navales, étaient reléguées à une priorité moindre (par exemple Channel Dash, 2 jours après la directive).
La directive donnait comme objectif : « To focus attacks on the morale of the enemy civil population and in particular the industrial workers. In the case of Berlin harassing attacks to maintain fear of raids and to impose A. R. P. measures », (« De concentrer les attaques contre le moral de la population civile ennemie et en particulier les ouvriers de l'industrie. Dans le cas de Berlin, des attaques incessantes pour maintenir une psychose des raids et forcer à prendre des mesures de protection civile contre les attaques aériennes »).
Dans sa formulation, la directive mentionnait l'emploi de la force « sans restriction » (« without restriction »), contrairement aux invitations du 13 novembre 1941 recommandant de garder des forces après les attaques nocturnes de la Luftwaffe de ce mois-là,.

### Les objectifs secondaires
En second lieu, la directive donnait une liste des zones industrielles de la côte Nord dans le rayon d'action du GEE, et au-delà (Berlin, Allemagne du centre-nord et du Sud), comme cibles secondaires à bombarder quand la météo serait plus favorable : on y trouve Duisbourg (en), Düsseldorf et Cologne. Billancourt (usine Renault), en France occupée, cible prioritaire dans la directive du 5 février, devenait secondaire dans la directive du 14 (le bombardement eut lieu dans la nuit du 3 au 4 mars).

## La mise en œuvre
Le lendemain de l'émission de la directive, soit le 15 février, le Chef d'État-Major de l'Air Charles Portal demandait des éclaircissements à son adjoint l'air vice-marshal Norman Bottomley (en) qui en avait fait l'ébauche, afin de préciser que c'était bien des zones habitées qu'il s'agissait et pas seulement des entrepôts ou des usines,,.

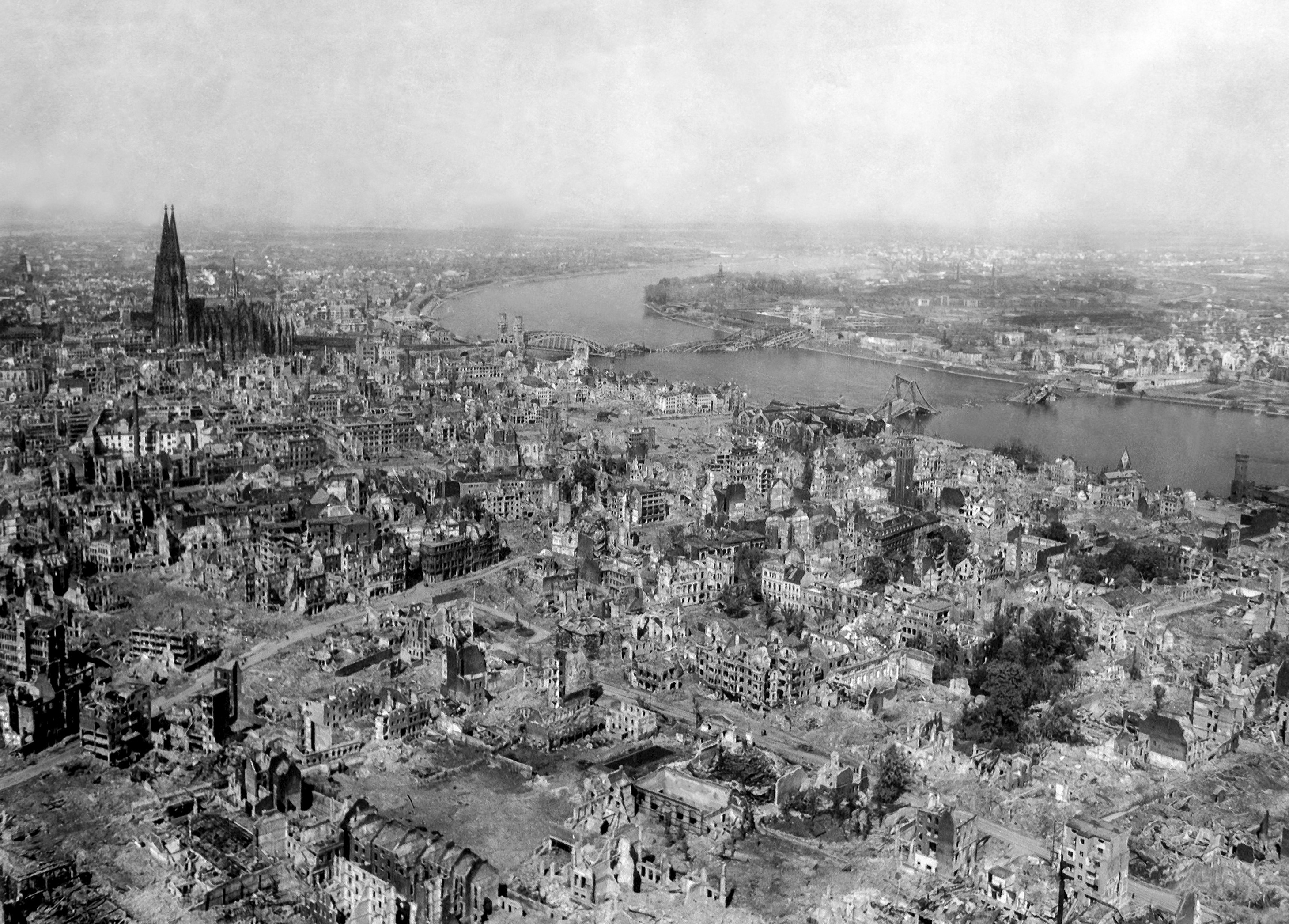
Cologne après les bombardements

Le premier bombardement d'importance dû à la directive est celui d'Essen, dans la nuit du 8 au 9 mars 1942, et il fut suivi de divers raids incendiaires sur quatorze villes de la Ruhr.

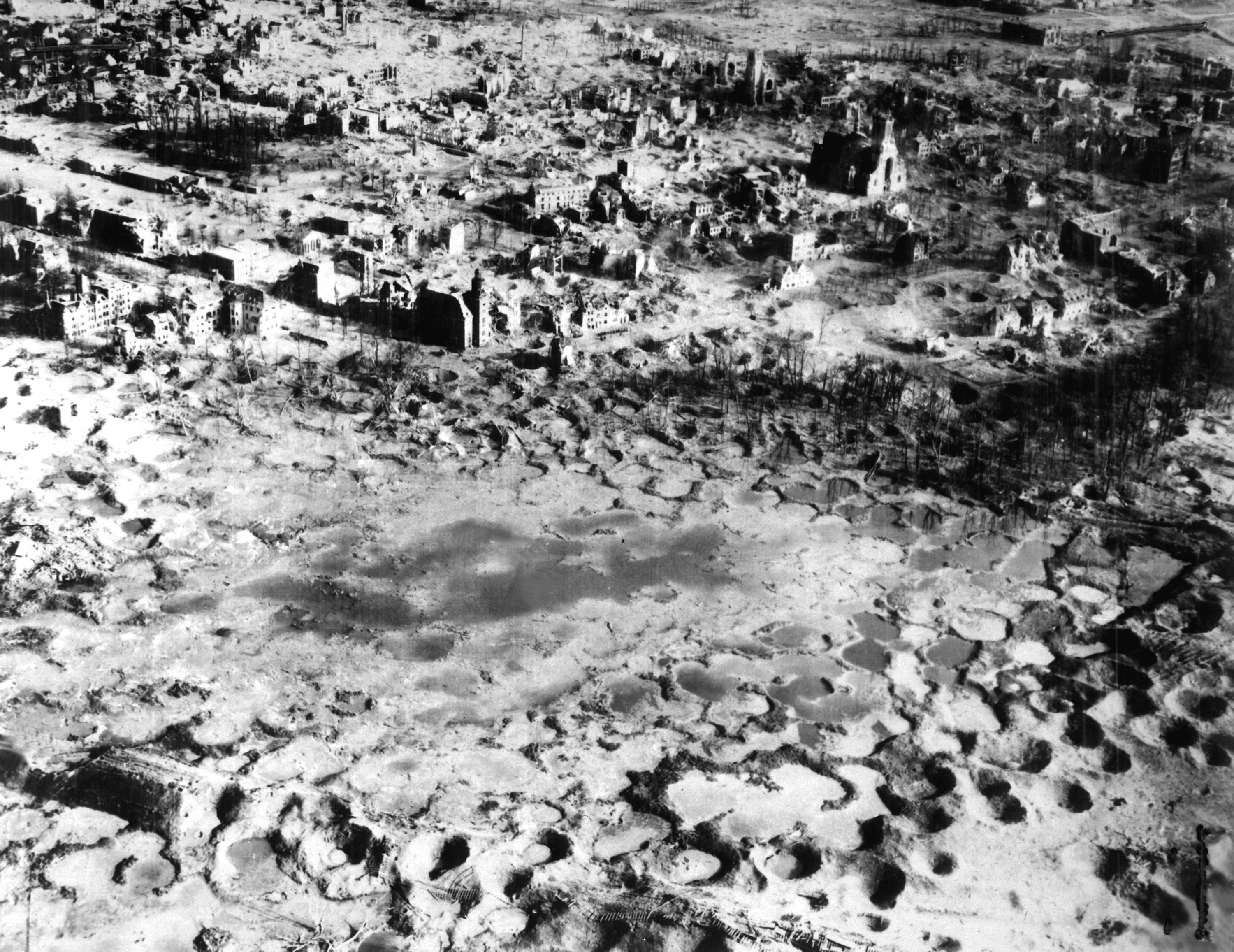
Wesel après les bombardements

### Les modifications de la directive
Entre le 21 mars et le 3 septembre 1942, il y eut huit modifications de la directive (toujours sous l'autorité du ministère de l'Air):
- 21 mars : concentrer les attaques incendiaires, de façon à produire un effet spectaculaire[11] ;
- 16 avril : assister les opérations du Special Operations Executive (SOE) ;
- 18 avril : bombardement de jour des usines du Creusot ;
- 18 avril : bombarder les usines Škoda à Pilsen dans la nuit du 23 au 24 avril, pour couvrir des actes de sabotage contre les lignes allemandes du front russe et pour remonter le moral des résistants tchèques[11] ;
- 5 mai : changement des objectifs secondaires, et bombarder Brême, Cassel, Francfort, et Stuttgart, afin d'affaiblir la chasse ennemie, en vue d'alléger la pression subie par les Russes[11] ;
- 25 mai : ajout d'autres objectifs industriels dans les pays occupés, et pas seulement en France ;
- 16 juin : définition de nouveaux objectifs en France occupée, en spécifiant de n'y envoyer que des équipages entraînés, qui risquent moins de larguer leurs bombes sur le voisinage des cibles ;
- 3 septembre : le laboratoire d'essence synthétique de Police qui paraissait permettre aux Allemands de fournir du carburant au front de l'Est.

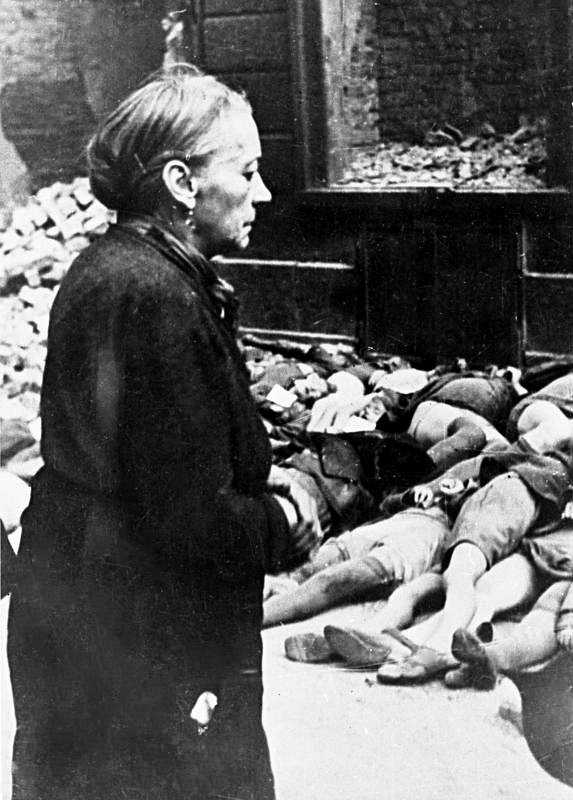
Une vieille femme devant les cadavres d'enfants à Cologne, après un raid

### Autres directives comparables
Les opérations de la RAF ont aussi été orientées par d'autres directives que celle du 14 février, alors même que celle-ci était encore en vigueur :
- le 30 juillet 1942, la directive S.3319 A.C.A.S. Ops indique comme cibles prioritaires du Group 2 les Transportation and Transformer Stations [12] ;
- le 4 septembre la directive S.46344 A.C.A.S. Ops demande qu'on largue des bombes incendiaires pendant la saison de la moisson pour couvrir des opérations de sabotage[12] ;
- le 14 janvier 1943 la directive S.46239/?? A.C.A.S. Ops donne priorité aux installations portuaires des U-boote de Lorient, Saint-Nazaire, Brest et La Pallice, donc sur la côte ouest de la France ;
- le 17 janvier 1943 la S.46368/??? D.C.A.S. Ops prolonge les bombardements de Gênes  et Turin qui avaient eu lieu le 23 octobre 1942, à la suite d'un discours de Winston Churchill avertissant l'Italie de ce type de conséquences si elle restait dans l'Axe, en donnant comme objectifs les centres industriels de l'Italie du Nord, soit Milan, Turin, Gênes et La Spezia[5],[13],[14]

## Opérations combinées avec les Américains
La directive est enfin remplacée par celle de Casablanca (en), (C.S. 16536 S.46368 A.C.A.S. Ops), approuvée par les Combined Chiefs of Staff lors de leur 65e rencontre du 21 janvier 1943 et diffusée le 4 février 1943 auprès de la RAF et des USAAF. L'objectif prioritaire en était :
« The progressive destruction and dislocation of the German military, industrial and economic systems and the undermining of the morale of the German people to a point where their capacity for armed resistance is fatally weakened.  Every opportunity to be taken to attack Germany by day to destroy objectives that are unsuitable for night attack, to sustain continuous pressure on German morale, to impose heavy losses on German day fighter force, and to conserve German fighter strength away from the Russian and Mediterranean theatres of war. » (« La destruction et la dislocation progressives des forces militaires allemandes, des organisations industrielles et économiques et l'effondrement du moral des civils allemands à un point où leur résistance armée serait réellement affaiblie. Toute occasion devant être saisie d'attaquer de jour des objectifs qu'il est impossible de bombarder de nuit, pour maintenir une pression continue sur le moral des Allemands, pour imposer de lourdes pertes aux chasseurs de la Luftwaffe, et pour écarter ces derniers du front russe et du théâtre d'opération de la Méditerranée. »)
Une liste d'objectifs donnait priorité :
- (a) aux lieux de construction des sous-marins ;
- (b) à l'industrie aérienne allemande ;
- (c) aux transports ;
- (d) aux réserves de carburant ;
- (e) à tous objectifs industriels.

Les priorités étant à adapter à la situation stratégique en France et aux bases des U-Boote (sous-marins) dans le même pays.